# Monanthes lowei
Monanthes lowei — вид рослин з родини товстолисті (Crassulaceae), ендемік островів Селваженш.

## Опис
Це багаторічна рослина. Оберненояйцеподібне листя округле; молодші листки трохи ромбічні; листові пластини від 7 до 15 міліметрів завдовжки, шириною від 2 до 4 міліметрів і товщиною від 1 до 2 міліметрів. Квіти досягають діаметра від 3 до 4 міліметрів. Загострені пелюстки довжиною від 2.4 до 3.6 мм і від 1.1 до 1.5 міліметра завширшки.

## Поширення
Ендемік островів Селваженш.